# تپه آجرپزی ۱
تپه آجرپزی ۱ مربوط به هزاره دوم قبل از میلاد است و در شهرستان کرمانشاه، بخش مرکزی، دهستان دورود فرامان، ۹۰۰ متری جنوب روستای حصار سفید، ۱ کیلومتری شمال روستای ده سواران واقع شده و این اثر در تاریخ ۱۸ اسفند ۱۳۸۷ با شمارهٔ ثبت ۲۴۸۸۶ به‌عنوان یکی از آثار ملی ایران به ثبت رسیده است.